# Kanton Cannes-1
Der Kanton Cannes-1 ist ein französischer Wahlkreis im Département Alpes-Maritimes in der Region Provence-Alpes-Côte d’Azur. Er umfasst einen Teilbereich der Gemeinde Cannes und eine weitere Gemeinde im Arrondissement Grasse. Durch die landesweite Neuordnung der französischen Kantone wurde er 2015 neu geschaffen.

## Gemeinden
Der Kanton besteht aus zwei Gemeinden und Gemeindeteilen mit insgesamt 47.667 Einwohnern (Stand: 1. Januar 2022) auf einer Gesamtfläche von 12,20 km²:
| Gemeinde        | Einwohner 1. Januar 2022 | Fläche km² | Dichte Einw./km² | Code INSEE | Postleitzahl |
| --------------- | ------------------------ | ---------- | ---------------- | ---------- | ------------ |
| Cannes          | 34.033                   | 9,34       | 3.644            | 06029      | 06400, 06150 |
| Le Cannet       | 13.634                   | 2,86       | 4.767            | 06030      | 06110        |
| Kanton Cannes-1 | 47.667                   | 12,20      | 3.907            | 0607       | –            |

1. ↑   Nur der westliche Teil der Gemeinde, der Rest gehört zum Kanton Cannes-2.
2. ↑   Nur der westliche Teil der Gemeinde, der Rest gehört zum Kanton Le Cannet.

## Politik
| Vertreter im Departementrat | Vertreter im Departementrat | Vertreter im Departementrat |
| Amtszeit                    | Namen                       | Partei                      |
| --------------------------- | --------------------------- | --------------------------- |
| 2015–2021                   | Joëlle Arini Frank Chikli   | LR                          |
| 2021–                       | Joëlle Arini Frank Chikli   | LR                          |